# Limljani
Limljani este un sat din comuna Bar, Muntenegru,. Conform datelor de la recensământul din 2003, localitatea are 133 de locuitori (la recensământul din 1991 erau 155 de locuitori).

## Demografie
În satul Limljani locuiesc 116 persoane adulte, iar vârsta medie a populației este de 49,3 de ani (47,7 la bărbați și 51,4 la femei). În localitate sunt 60 de gospodării, iar numărul mediu de membri în gospodărie este de 2,22.
Populația localității este foarte eterogenă.
|  |

| Demografie | Demografie | Demografie |
| An         | Locuitori  | Locuitori  |
| ---------- | ---------- | ---------- |
|            |            |            |
|            |            |            |
|            |            |            |
|            |            |            |
| 1948       | 697        |            |
| 1953       | 721        |            |
| 1961       | 636        |            |
| 1971       | 525        |            |
| 1981       | 316        |            |
| 1991       | 155        | 154        |
| 2003       | 133        | 133        |

| \| Componența etnică conform recensământului din 2003[2] \| Componența etnică conform recensământului din 2003[2] \| Componența etnică conform recensământului din 2003[2] \| Componența etnică conform recensământului din 2003[2] \| Componența etnică conform recensământului din 2003[2] \| \| ----------------------------------------------------- \| ----------------------------------------------------- \| ----------------------------------------------------- \| ----------------------------------------------------- \| ----------------------------------------------------- \| \| \| \| \| \| \| \| Muntenegreni \| Muntenegreni \| \| 81 \| 60,9% \| \| Sârbi \| Sârbi \| \| 38 \| 28,57% \| \| Rusi \| Rusi \| \| 1 \| 0,75% \| \| Bosniaci \| Bosniaci \| \| 1 \| 0,75% \| \| necunoscută \| necunoscută \| \| 0 \| 0% \| |              |  |    |        |
| Componența etnică conform recensământului din 2003 |              |  |    |        |
| |              |  |    |        |
| Muntenegreni | Muntenegreni |  | 81 | 60,9%  |
| Sârbi | Sârbi        |  | 38 | 28,57% |
| Rusi | Rusi         |  | 1  | 0,75%  |
| Bosniaci | Bosniaci     |  | 1  | 0,75%  |
| necunoscută | necunoscută  |  | 0  | 0%     |